# Casas Adobes
Casas Adobes é uma Região censo-designada localizada no estado americano do Arizona, no Condado de Pima.
Foi em Casa Adobes que aconteceu o Tiroteio em Tucson, que feriu gravemente a congressita Gabrielle Giffords.

## Demografia
Segundo o censo americano de 2000, a sua população era de 54.011 habitantes.

## Geografia
De acordo com o United States Census Bureau tem uma área de 58,6 km², dos quais 58,6 km² cobertos por terra e 0,0 km² cobertos por água.

## Localidades na vizinhança
O diagrama seguinte representa as localidades num raio de 24 km ao redor de Casas Adobes.